# Neiges d'automne
Pour plus de détails, voir Fiche technique et Distribution.
Neiges d'automne est un film français réalisé par Hugo Bardin, sorti en 2015. Le film a principalement été tourné rive droite à Paris.
Sorti pendant le festival de Cannes, le film est devenu la semaine de sa sortie, celui ayant réalisé le plus d'entrées en France. 

## Synopsis
Adaptation contemporaine des Trois Sœurs de Tchekhov, le film raconte l'histoire de trois sœurs parisiennes, nées dans une famille bourgeoise, qui sont chacune à un tournant de leur vie respective, en plein automne, quelques semaines avant Noël.

## Fiche technique
- Titre : Neiges d'automne
- Réalisation : Hugo Bardin
- Scénario : Hugo Bardin et Céline Bévierre[1]
- Sociétés de production : Itiner(r)ances, WHATEUF'Prod et le Collectif LA CANTINE
- Musique : Jeff The Fool
- Image : Raphaël Firon et Kamila Stepien
- Montage : Benjamin Bassière
- Costumes : Coline Tissier
- Décors : Sarah Vinckel
- Son : Collectif Aures
- Pays d'origine :  France
- Format : couleur
- Genre : comédie dramatique[2]
- Durée : 95 minutes
- Date de sortie : France : 27 mai 2015[3] au cinéma Saint-André-des-Arts

## Distribution
- Marie Petiot : Juliette[4]
- Alice Dessuant : Charlotte
- Céline Bévierre : Hélène
- Armelle Bérengier : Françoise
- Isabelle Gardien : Marie-Ange
- Hugues Martel : Paul
- Ksenia Lukyanova : Maïa
- Kameliya Stoeva : Violetta
- Colette Kraffe : Colette
- Marc Delva : Eric
- Clémence Brodin : Gigi
- Adrien Bourdet : Louis
- Anne-Marie Santucci Grava : Arielle Hermaux
- Candice Beaudrey : Noémie
- Nirupama Nityanandan : La psy
- Simon Le Fouest : David
- Valériane de Villeneuve : La dame aux chocolats
- Florence Fauquet : Sophie
- Lucien Duntze : Etienne
- Clara Lama-Schmit : Emma
- Mathieu Lagarrigue : Yvan
- Mirjam Pabel : Eva
- Marion De Chambure : Anna
- Emmanuel Rehbinder : Vincent
- Johann.M Navel : Lucas
- Julia Steiger : Bérangère
- Sophie Fogarassy : La cliente
- Magaly Dos Santos : Stéphanie
- Pauline Remy : Martine
- Sarah Boujdi : Une élève du cours de danse
- Simona Jović : Une élève du cours de danse